# アメリカ合衆国南部
アメリカ合衆国南部（アメリカがっしゅうこくなんぶ、英: Southern United States）、またはアメリカ南部 (American South)、単に南部 (the South) とも呼ばれる地域は、アメリカ合衆国南東部に所在する一定の地域を指す。
連邦に対する州独自の権限を強く求める立場、奴隷制度、南北戦争の名残りなどの負の遺産も残る保守的な地域である。一方で地域には文化的・歴史的な正の遺産が残っていることもあり、南部独自の文学、料理、音楽（カントリー・ミュージック、R&B、ジャズ、ブルーグラス、ロックンロール、ブルースなど）が発達している。「サザン・ホスピタリテイ」（南部の歓待）「サザン・ベル（南部美人）」「南部の料理」などでも知られている。

## 概要

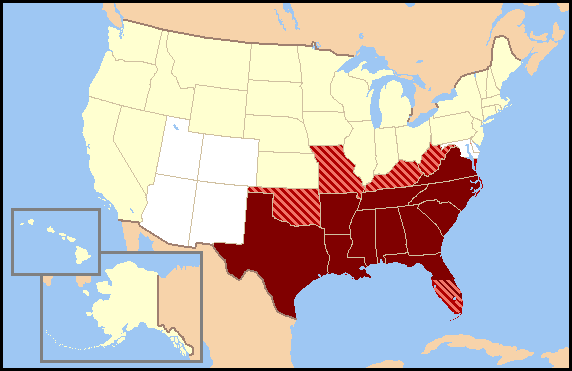
アメリカ合衆国の「南部」の範囲。情報源によって「南部」が指す範囲は大きく異なる。濃い赤は普通南部に含まれる範囲、斜線の部分は含まれたり含まれなかったりする

アメリカ南部に入植し根づいていった人々は、イギリス国王の信任を得てアメリカに渡った貴族やその関係者たちであり、バージニアやカロライナ、ジョージアなど、南部にイギリス君主に由来する名前の州がたくさんあるのはそのためである。彼らは貴族のように専制的な支配を行っていた。
アメリカ合衆国統計局の分類によると、「アメリカ合衆国南部」には16の州が含まれ、さらに3つの小さい区分に分けている。
- The South Atlantic States: デラウェア州、フロリダ州、ジョージア州、メリーランド州、ノースカロライナ州、サウスカロライナ州、バージニア州、ウェストバージニア州 （ワシントンD.C.を含む）
- The East South Central States: アラバマ州、ケンタッキー州、ミシシッピ州、テネシー州
- The West South Central States: アーカンソー州、ルイジアナ州、オクラホマ州、テキサス州

統計局が分類した地域には、現在アメリカの25の大市圏のうち8つが含まれている。このほかにも、オールドサウス (Old South)、サウスアパラチア (South Appalachia)、ディープサウス (Deep South)、ガルフサウス (Gulf South) など、さまざまな分類が存在する。
しかし、一般的な「南部」の分類はもっと非公式なもので、南北戦争の間にアメリカ連合国を形成した州を指す。これらの州は、現在に至るまでの歴史と文化の背景に共通性がある。南北戦争時の「境界州」（Border states, ミズーリ州、ケンタッキー州、メリーランド州、デラウェア州）が、南部と北部の境界を形成している。これらの州には北部と南部の分離をまたがった歴史があり、奴隷制を容認しながらも南北戦争の間に合衆国（北部）から脱退しなかった。状況次第で、これらの州は南部の一部とも言えるし、そうではないとも言える。ウェストバージニア州はユニークな例で、連合国への参加に気が進まず、バージニア州から離脱してある意味で独立を守った。文化的に南部に属するか否かは、やはり状況しだいであり、アパラチアと南部の文化の間にどのような線引きをするかによると言える。
生物学的には、南部は広大で、高山気候、温帯、亜熱帯、熱帯、乾燥帯といった、さまざまな気候区分を含んだ地域である。1年のうち少なくとも6ヶ月は霜が降りず、多くの作物が容易に成長する。南部の一部、特に南東部は、オークの木、イエロージャスミンのつる、ハナミズキで特徴づけられた風景が見られる。その他の共通の環境は、特にルイジアナ州に見られるメキシコ湾岸にあるバイユーと沼地である。南部は1876年に「フィラデルフィア100年祭」で日本から紹介されたクズが野生化し、多くの花が見られた。クズは急激に生い茂り、土地の大部分に侵略して、先住の植物を絶滅させた。そのため「クズ」は英語でも「クズ (kudzu)」といわれるようになり南部の代表的な植物として知られるようになった。

## 歴史
南部に支配的な文化は、イギリス人植民者による地域の開拓地に起源を発する。17世紀、地域の大部分はイギリスのものだった。イギリス人の入植者は、ヘッドライトと呼ばれる奨励金を受け取り、この土地に定住した。だが、18世紀にはスコッツ=アイリッシュ（Scots-Irish, 北アイルランドから移住してきたスコットランド人。アイルランド系アメリカ人を参照）の大集団がアパラチアとピードモント台地を開拓した。これらの人々は、すでにこの地域にいたネイティブアメリカン（クリークやチェロキーなど）と戦争をし、貿易、文化面での交流をした。1700年以後、アフリカ人奴隷の大集団が、大規模なプランテーションでの働き手として運ばれてきた（奴隷取締法）。ここで産出するタバコ、コメ、藍、綿は、1800年以降、有力な輸出農業産品となった。綿栽培の急増もあり、アメリカ南部の奴隷制度は19世紀初めの南部の経済にとっては不可欠な要素となった。
南部で最古の大学（そしてアメリカ合衆国で最古の公立大学）は、ウィリアム・アンド・メアリー大学で、バージニア州に創立された。政治経済学の分野の教育の先駆けで、後の合衆国大統領、トーマス・ジェファーソン、ジェームズ・モンロー、ジョン・タイラーはすべてバージニア出身である。実にこの地域は、ワシントン、ジェファーソン、マディソン、モンローらの大統領に代表されるように、19世紀初めまでの政党政治において有力な地域であった。
1832年、サウスカロライナ州は、最新の関税法を盛り込んだ連邦法を無効とし、州は撤廃する手続きをできるとする条例を可決した。関税の徴収を強制するために、すぐに海軍の小艦隊がチャールストン港に派遣され、地上部隊による威嚇が行われた。関税は徐々に下げられるという妥協に達したが、州の権限についての基本的な議論は、この後数十年間、徐々に拡大し続けた。
1850年までには、南部は急成長する北部に対して力を失っていて、州の権限と南部の奴隷制度に関する、一連の憲法上の論争を行った。南部は、国に対して低い関税（1846年のウォーカー関税）を突き付けた。これはペンシルベニアの産業経営者を怒らせ、国道と港の改良のための連邦基金の拠出を止められた。1861年、北部の共和党が政権を握ると、南部選出の議員が議会を欠席する中で、国立銀行、自衛農地法（英: homestead law）、無料農場、大陸横断鉄道、大学の建設のための土地払い下げなど、経済の近代化のための入念なプログラムを可決した。
7つのコットン・ステイト（綿を主産業とする州）は、1860年、エイブラハム・リンカーンの選出後に脱退を決断し、アメリカ連合国を作った。1861年、さらに4つの州が加わった。合衆国政府はこの新しい国を認定するのを拒否し、チャールストン港にある南部最後の合衆国軍の砦・サムター砦に対する作戦を実行した。この砦は1861年4月のサムター砦の戦いで南部連合が陥落させ、これが南北戦争の引き金となったものである。4年間続いた戦争では2つの戦いを除いた全ての戦いが南部の土の上で行われ、南部は主戦場となった。南部連合はヨーロッパからの輸入には低い関税率を保持したが、北部からのすべての輸入には新しい税金をかけた。合衆国による封鎖は、ほとんどの商品が南部に入るのを止めたため、南部連合の税金はほとんど問題にはならなかった。南部の運輸システムはまずボートによる河川と沿岸の交通に依存したが、両者とも合衆国海軍によって封鎖された。小さな鉄道網は実質的に崩壊したため、1864年までの内部の移動が非常に困難になり、南部連合の経済は無力化した。
南北戦争後, 南部はその人口、インフラ、経済において激しく荒らされた。合衆国は南部に対する直接的な政治支配を軍隊とともに行い、気が付くと南部はレコンストラクション（南部再建）の下にいた。南部連合を活発に支援した多くの南部白人層は、基本的な市民権（投票権など）の多くを失った。その一方で、合衆国憲法の憲法修正第13条（奴隷制度の禁止）、憲法修正第14条（アフリカ系アメリカ人に完全な合衆国市民権を与えた）、そして憲法修正第15条（黒人男性に選挙権を与えた）の可決によって、南部のアフリカ系アメリカ人は、かつてよりも多くの権利を享受し始めた。
とはいえ、1890年代までに、これらの権利に対する政治的な反動は南部で展開した（黒人取締法）。クー・クラックス・クラン（白人至上主義の永続を誓った秘密組織）などの組織は、アフリカ系アメリカ人が政治上の権利の行使を阻止するためにリンチ、または他の暴力と威嚇の方法を使用した。一方でジム・クロウ法は、合法的にこれと同じ人種隔離をするために作られた。公民権運動によってこれらの変化が元に戻されるには、1960年代後半まで待たなければならなかった。
アメリカ南部の最初の大きな油井は、テキサス州ボーモントの近くのスピンドルトップで、1901年1月10日の朝に掘られた後に、他の油田が、近隣のアーカンソー、オクラホマ、そしてメキシコ湾の海底で発見された。結果としておこった「オイルブーム」は、合衆国南西中央部の州の経済を究極的に変えて、南北戦争後の最初の重大な経済の拡大へと導いた。
南北戦争からまだほとんど回復していなかった経済は、大恐慌とダストボウルによって二重の打撃を受けた。1929年のウォール街ショックの後、経済は重大な反落を受け、何百万もの人が失業へ追い込まれた。1934年から1939年まで、烈風と干ばつの天災は、テキサス、アーカンソー、オクラホマ・パンハンドル地域とその周りの平原からの人口の大移動を招き、50万人以上のアメリカ人は家を失い、飢えて、職を失った。数千の人々は、アメリカ西海岸にビジネスチャンスを求めて、この地域から永遠に去った。
黒人も白人も、ほとんどの南部人は、南北戦争の結果によって苦しんだ。民間インフラの損失と破壊によって地域は荒らされて、南部の大部分は、たいてい第二次世界大戦まで経済的に回復できなかった。南部は、フランクリン・ルーズベルト大統領によって、大恐慌の間支援する必要があるとし、「ナンバーワン・プライオリティ」（第一の優先事項）という言葉で指摘され、1933年にはテネシー川流域開発公社などのプログラムが設置された。農業は低い生産力に抑えられて、南部の経済的成長は、限定された工業開発、低いレベルの起業精神、そして資本投下の欠乏によって遅くされた。
南部は歴史的に、合衆国全体に比べると財政上不利であった。南北戦争後、地域の経済基盤のほとんど全部が荒廃した。当時南部の経済の基盤は農業であったため、奴隷制を禁止した修正第13条の可決で、農作物の資源は効率的に収穫することができなくなり、結局地域全体の多くのプランテーション所有者が貧困に追いやられた。さらに、当時の南部には工業ビジネスがわずかしかなく、収入を見込める源が他にそれほどなかった。プランテーション農業以外にどんな訓練も経験もなかったことで、元奴隷もまたこれの犠牲者であった。
第二次大戦後、州間高速道路が発達し、アメリカ南部は他の地域、特に北東部と五大湖のラストベルト地域から産業をうまく誘致することができた。これによって貧困率と失業は減少し、またアパラチア地域委員会などの連邦政府のプログラムも経済成長に関与した。戦後のアメリカ南部の大部分はかなり発展しているが、今日まだいくつかの領域に貧困は残っている。ブラックベルト、アパラチアのケンタッキー東部とウエストバージニア南部、テキサスのリオグランデ沿いのメキシコ国境地帯などは、今日も南部の貧困の主な部分を負担している。

## 文化
アメリカ南部の文化は、宗教によって強い影響を保守的風土で、アメリカ独立戦争以前から、南部にはアングリカン・チャーチによる教会建設がおこなわれていた。南北戦争以前の経済で農業が中心的な役割であったため、社会には土地所有による階層の格差が残っている。田舎のコミュニティは、第一のコミュニティの慣習として、しばしば教会への強い従属を育んだ。
南部の、特にディープサウスのライフスタイルは,
レッドネックの典型とされ、しばしば都会人や南部人自身によるジョークのネタにされる。南部人は、ほとんどの場合、よりゆっくりしていて、ストレスのある状況でものんびりしていると見られる。これはもちろんステレオタイプで、いつもあてはまるものではない。しかし、伝統的に、南部のライフスタイルは、より田舎のエリアにおいて、スローペースな生活スタイルが見られる。サザン・ホスピタリティと呼ばれる独特のマナーは、こうした風土の中で生まれた。また、南部の「保守的で慎み深く、それでいて洗練された女性」の象徴として、南北戦争以前からサザン・ベル（南部美人）という女性像が形成されていた。
- 宗教

恐らく他のどんな先進国の地域よりも、アメリカ南部はキリスト教徒が多く集中していて、福音主義またはキリスト教根本主義のプロテスタント（特にバプテスト、そしてまたメソジストや長老派など）が普及しており、南部を「バイブル・ベルト」として呼ぶ由縁になっている。
南部のほとんどの都市には、非常に多くのカトリック人口があり、ニューオーリンズ、セントルイス、ルイビルといった都市により多く集中しているが、アーカンソー州とミシシッピ州などのエリアには、バプテストがより強く集中している。マイアミやアトランタ、ルイヴィルそしてヒューストンといった都市には、非常に大きなユダヤ教とイスラム教のコミュニティがある。東南アジアと南アジアからの移民も、地域に仏教とヒンドゥー教をもたらした。現在はキリスト教原理主義の教会が勢力を強め、中絶やゲイに強く反対している。その信者は、共和党支持者が多い。
- 映画とテレビ

南部は名作映画のひとつである『風と共に去りぬ』（1939年）の舞台になった。映画『爆発! デューク』(Dukes of Hazzard) は、30年近く続いた人気テレビ番組が発端になっている。カリフォルニアで映画化されたが、セットはジョージア州で、南部の他の場所も多く登場する。ソープオペラの『ダラス』(Dallas) は、南部の生活を描いた、また別の全国的に人気のあるテレビ番組の一例だ。映画『メラニーは行く!』（原題 "Sweet Home Alabama" は、サザンロックの曲と同名）は、実際には離れて生活しているが、故郷では親しみやすい南部の人々を描いている。
また、『アラバマ物語』『ミシシッピー・バーニング』などでは、「人種差別」という南部の負の部分が描写されている。
- アート

南部は確かに多くのアーティストの故郷であるが、ひとつのジャンルとしてのサザン・アートの概念は20世紀の現象である。サザン・アートのすぐれたコレクションは、ニューオーリンズ のサザン・アート・オグデン美術館や、オーガスタのサザン・アート・モリス美術館で見ることができる。南部表現主義と民俗芸術は、普通はサザン・アートの一形態として考えられる。南部芸術連盟は、各州の芸術振興会に認められたすぐれた芸術を創っている、現代の南部のアーティストの登録を管理している。
- 方言

南部アメリカ英語も参照。
アメリカ南部英語は発音の違いによって異なる下位方言に分けることができる(例えば、アパラチア地域とチャールストン周辺の沿岸のエリア、もしくはジョージア州サバンナ周辺のローカントリー地域)。南中部方言は、南部方言を話す人のアメリカ西部への移住によって影響を受けた。
多くのアフリカ系アメリカ人によってさまざまな程度で話される方言、アフリカ系アメリカ人地方英語は、南部の方言と多くの類似性を持つ。1920年代以降の民俗学者は、アパラチア言語は合衆国の他のアクセントよりもより密接にエリザベス朝英語が反映されていると主張した。
- 料理

アメリカ南部の料理は、しばしば最も特有の性質のひとつとして記述されるが、アメリカ南部として知られる広い地域の中で歴史と文化が異なるように、伝統的な料理もひとつではない。現代では、典型的な南部人の食事と合衆国のほかの地域での食事の間には差異はあまりないが、南部の「伝統的な」料理は、複数のユニークな影響を取り入れている。また、「南部料理」は、アメリカ料理の明確な良い例のいくつかを提供している。それはつまり、ほかの場所から採用されたものではなく、アメリカ合衆国で生まれた食べ物とスタイルという意味としてである。
通常、「サザンフード」という言葉に最も関連しているのは、しばしば「ソウルフード」と呼ばれ、高カロリーのラードと脂肪を多用することに特徴がある。このスタイルは、アフリカの影響だけではなく、ネイティブアメリカンやスコットランド系アイルランド人とその他の人々の影響をミックスしたものなのだが、しばしばアフリカ系アメリカ人奴隷の集団の結果とだけ考えられている。南部のフライドチキン、ラードと脂肪で炒めた野菜、ササゲ、コーンブレッド、ビスケットは、この「サザンフード」という広いカテゴリーで通常ひとまとめにされた少ない例である。
バーベキューは、一般的に南部に関連している食べ物である。ゆっくりと火を通して調味料を多くかけた肉は、各地域の細かい好みによってスタイルが分かれている特徴がある。テキサスではしばしば牛肉が主体となり、カロライナでは一般的に豚肉が主体で、カロライナ東部と西部ではなお一層スタイルが分かれる。カンザスシティ（南部ではないが）とメンフィスは、バーベキューの中心地とも呼ばれていて、複数のエリアからのスタイルを引き込んでいる。
ルイジアナとミシシッピ・デルタのユニークな歴史は、特有の料理の環境もまた供給している。ケイジャンとクレオールは、この地域の文化的な影響（アカディア人、アフリカ、カリブ海、フランス、ネイティブアメリカン、スペインなど）の幅広い混合から発展した。ジャンバラヤやガンボなどの料理が、よく知られている。テキサスとメキシコが近接していて、歴史を共有していたことは、最終的には現代のテクス・メクス料理をもたらすことになった。
今日、最もポピュラーなアメリカのソフトドリンクの多く（コカ・コーラ、ペプシコーラ、マウンテン・デューとドクターペッパー）は、南部から誕生した。
- 文学

恐らく最も有名な南部の作家は、1949年にノーベル文学賞を受賞したウィリアム・フォークナーであろう。フォークナーは意識の流れという新しい手法と、複合した物語の手法をアメリカ文学に持ち込んだ（例えば彼の作品『死の床に横たわりて』などで）。
その他の有名な南部の作家には、マーク・トウェイン（『ハックルベリー・フィンの冒険』と『トム・ソーヤーの冒険』の2つは南部に関するよく読まれる2作品である）トーマス・ウルフ、ウィリアム・スタイロン、フラナリー・オコナー、カーソン・マッカラーズ、ロバート・ペン・ウォーレン、テネシー・ウィリアムズ、トルーマン・カポーティ、ジェームズ・ディッキー、ウィリー・モリス、ゾラ・ニール・ハーストン、ユードラ・ウェルティ、ウォーカー・パーシーらがいる。
20世紀の、恐らく最も有名な南部の小説は、マーガレット・ミッチェルの『風と共に去りぬ』 で、これは1937年に出版された。もうひとつの有名な南部の小説、ハーパー・リーの『アラバマ物語』は、1960年に出版された後にピューリッツァー賞を受賞した。
- 音楽

南部は、アメリカのもっとも豊かな音楽のいくつかを提供している。南部の音楽の遺産は、白人と黒人の両方が、直接あるいは間接的に、お互いに影響しあいながら発達させてきた。
南部音楽の歴史は、実質的には、アフリカ人奴隷の唄と、英国とアイルランドから持ち込まれた伝統的フォークソングによって、南北戦争以前に始まる。ブルース（デルタ・ブルース）は、20世紀初めに南部の田舎の黒人が発展させた。それに加えて、ゴスペル、スピリチュアル、カントリー・ミュージック、リズム・アンド・ブルース、ソウルミュージック、ブルーグラス、ジャズ（南部人のスコット・ジョプリンが普及させたラグタイムを含む）、ブギー・ウギー、グッド・タイム・ミュージックなど、これらすべては南部で生まれたか、もしくは発達した音楽である。
ザディコ、ケイジャン、そしてスワンプ・ポップは、音楽ジャンルとしては南部地域にわたって一般的というわけではないが、フレンチ・ルイジアナと末梢の地域（テキサス南東部など）においては未だに人気がある。これらのユニークなルイジアナのフォーク音楽のスタイルは、ルイジアナの人々の伝統的な遺産の一部として称賛されている。
ハンク・ウィリアムズやジョニー・キャッシュは、カントリー・ミュージックの有名歌手だった。さらにカントリーと黒人音楽の融合によるロックンロールは、南部で始まった。初期のロックンロールの南部出身のミュージシャンには、バディ・ホリー、ボー・ディドリー、エルヴィス・プレスリー、カール・パーキンス、ジェリー・リー・ルイスらがいた。プレスリーと共に、黎明期ロックンロールにおいて最も重要な人物と考えられているチャック・ベリーは、中西部のミズーリ州セントルイス出身である。ソウル・ミュージックのジェームス・ブラウン やレイ・チャールズも南部出身である。南部で音楽活動を開始した多くのミュージシャンは、業界のメインストリームでも成功を収めた。エルヴィス・プレスリーとドリー・パートンはそのよい例である。サザン・ロックでは、オールマン・ブラザーズ・バンド、レーナード・スキナード、アトランタ・リズム・セクションなどが人気バンドになった。
オルタナティブ・ミュージックの起源の一部は、大学都市のジョージア州アセンズで組まれたR.E.M.やB-52'sといった南部出身のバンドが担ってきた。南部でのラップ市場（ニューヨーク発祥）の拡大は、1980年代〜90年代にかけて、フロリダ州マイアミで、マイアミベース (w:Miami Bass) に発展した。さらに21世紀に入ってからは、テキサス州などでダーティサウス (w:Dirty South) と呼ばれる新しいサブジャンルが登場している。
- スポーツ

南部は1940年代以降、アメリカンフットボールに対する情熱で知られるようになった。ダラス・カウボーイズやマイアミ・ドルフィンズなどNFLの強豪チームが多く、高等学校フットボールの盛んなテキサス州出身者、サウスイースタン・カンファレンスで育った選手の強さが際立っている。野球人気もまた健在であり、1920年代から行われている春期リーグをはじめ、最古参のアトランタ・ブレーブスから新参のタンパベイ・レイズといったMLB球団が存在する。ブレーブスのハンク・アーロンは、ベーブ・ルースのホームラン記録を破った。 また、他の地域に比べてマイナーリーグの本拠地が多い。
自動車レースNASCARの生誕地であり、その他としてはゴルフや釣り、狩猟などが人気スポーツ。温暖な気候にありながらタンパベイ・ライトニングとカロライナ・ハリケーンズは、NHLのチャンピオンになった過去があり、さらにアトランタは1996年のアトランタオリンピックではホストを務めた。

## 政治
レコンストラクションの1世紀後、南部の白人層は強く民主党を支持した。この傾向は地域に根強く、政治的にはソリッドサウス（堅固な南部）と呼ばれる。共和党はアパラチア山脈の一部で優勢を保ち、境界州で勢力を争っていたが、1960年代より前での共和党の南部出身の政治家は稀だった。
民主党による公民権法制定への支持の増加は1940年代には全国的なレベルに達し、保守的な南部の民主党と他の地域の民主党との対立を引き起こした。1960年代の公民権法成立まで、保守的な南部の民主党 （州権民主党）は、北部のリベラル派と公民権運動の猛攻撃から地域を防御するしかないと唱えた。1954年のブラウン判決に応えて、サザン・マニフェストは1956年3月、101名の南部出身の議員(19名の上院議員、82名の下院議員)によって公表された。それはブラウン判決を、「議会の権威の失墜と州と人々の留保された権利の侵略を企てる連邦司法の傾向が極まった、司法権の明らかな悪用」として非難した。このマニフェストは、「あらゆる合法的な手段で人種差別の撤廃の実施に抵抗する意図を持つ州」へ向けられ、多数党院内総務のリンドン・B・ジョンソンとテネシー州のアルバート・ゴア・シニアを除いて、すべての南部の上院議員が署名した。バージニア州はウォーレン郡、シャーロッツビル、そしてノーフォークにある学校を、人種の融合をせずにむしろ閉鎖したが、しかし他のどの州も同様の措置を講じなかった。アーカンソー州のオーヴァル・フォーブス、ミシシッピ州のロス・バーネット、ジョージア州のレスター・マドックス、そして特にアラバマ州のジョージ・ウォーレスといった民主党の知事によって率いられた分子は、人種差別の撤廃に抵抗した。彼らはブルーカラーの有権者にアピールした。
民主党の大統領、リンドン・B・ジョンソンが1964年の公民権法に署名した時、公民権問題における民主党の劇的な逆転は頂点に達した。それまでの間、共和党はサザン・ストラテジーを開始していて、保守的な南部白人層からの支持を固めつつあった。南部の民主党は、1964年の共和党大統領候補、バリー・ゴールドウォーターが公民権法に反対票を投じたことに注目させた。同年の大統領選挙では、ゴールドウォーターは、故郷アリゾナ州以外では、ディープサウスでのみ勝利しただけだった。
共和党の、南部への拠点の移動には数十年かかった。当初、南部の州は大統領選挙で共和党に投票を始めた。民主党は対立候補に、1976年と1980年のジミー・カーター、1992年と1996年のビル・クリントン、2000年のアル・ゴアなどの南部人を立てた。そして南部の州は、共和党の上院議員、最終的には共和党の知事を選出し始めた。ジョージア州はこうした最新の州であり、2002年の知事選でソニー・パーデューを選出した。中産階級と経営者の基盤に加えて、共和党は、1980年より前には明確な政治上の人口ではなかった福音主義キリスト教徒らの支持を多く集めた。
1960年代中頃から1970年代初頭まで、人種分離廃止への大きな抵抗があった。しかしこれらの論点は徐々になくなり、現在は政教分離原則、進化論、妊娠中絶、同性結婚などの問題についての、保守派とリベラル派との間の文化戦争へと代わっている。
ジョージ・ワシントンを立てた連邦主義者はバージニア州から出て、民主共和党はトーマス・ジェファーソンと共にバージニア州から始まり、民主党はアンドリュー・ジャクソンと共にサウスカロライナ州とテネシー州から起こった。ウィッグ党はウィリアム・ハリソンでバージニア州、共和党はエイブラハム・リンカーンで、元々はケンタッキー州が起源である。
南北戦争以前も、南部からは多くのアメリカ大統領が出ていた。戦争の記憶が残る南北戦争後は、南部出身者が大統領や副大統領になることは不可能だったが、ウッドロウ・ウィルソンやハリー・S・トルーマン、リンドン・ジョンソンらのように北部に移住して可能になった。1976年、ジミー・カーターは、1848年のザカリー・テイラー以来、そのパターンを破った最初の南部人になった。
南部は、多数の政治家と政治運動を生んでいる。1948年、サウスカロライナ州知事の保守・右派のストロム・サーモンドが率いる民主党の下院議員の集団は、ミネソタ州の上院議員ヒューバート・H・ハンフリーの反隔離演説に反応して民主党から分かれ、州権民主党（Dixiecrats とも呼ばれる）を設立した。その年の大統領選挙で、党は候補者の擁立に失敗した。
1968年の大統領選では、アラバマ州知事のジョージ・C・ウォーレスは、アメリカ独立党の公認候補者として大統領選に出馬した。ウォーレスは、共和党の候補者、リチャード・ニクソンのそれと似た「法と秩序」のキャンペーンを展開した。結局ニクソンが勝利したが、ウォーレスもいくつかの南部州で勝利した。これは、ニクソンや他の共和党のリーダーに、大統領選挙に勝つためのサザン・ストラテジー（南部戦略）のヒントを与えた。この戦略は、合衆国の南部の州での選挙戦で頼りになるのは、家族の問題、宗教、愛国心といった、南部の有権者に強くアピールする保守的な文化の価値の促進が候補者に必要であることに焦点を当てたものである。やがて80年代のロナルド・レーガンの時代になり、「レーガン・デモクラット」を中心にした、南部での選挙勝利につながった。
1994年、また別の南部の政治家、ニュート・ギングリッチは、彼のコントラクト・ウィズ・アメリカ（アメリカとの契約）でメディアが「保守革命」と名付けた選挙結果へと導いた。当時アメリカ合衆国下院の少数党院内幹事だったギングリッチは、共和党がその年のアメリカ合衆国議会選挙に勝てると分析したその文書を作った。契約は（その他の州に適用された全ての法律を議会にも適用することを要求するなど）主に政府の修正の問題について扱われた。ほとんどすべての共和党の候補者はこの契約にサインをし、40年間で初めて共和党はアメリカ合衆国議会で与党となった。ギングリッチはアメリカ合衆国下院議長になり、1995年から1999年まで務めた。
議会のリーダーには、アメリカ南部出身者も多い。前上院多数党院内総務のウィリアム・フリストはテネシー州出身で、現上院少数党院内総務のミッチ・マコーネルはケンタッキー州出身である。2016年の右派ドナルド・トランプの大統領選挙勝利には、南部と中西部の共和党支持者の票が、大きな役割を果たした。

## 人種問題
- 人種差別

アフリカ系アメリカ人は南部に長い歴史があり、早い段階から地域に広く定住していた。17世紀初めから、アフリカ(またはカリブ海)から連れて来られた黒人奴隷は奴隷商人から購入され、プランテーションで働かされた。ほとんどの奴隷は、1700年から1750年までの時期に到着した。
奴隷制度は、南北戦争で南部が負けて終了した。それに続くレコンストラクションの期間に、アフリカ系アメリカ人は南部での公民権と政治参加の権利で大きく進歩した。しかし、レコンストラクションが終わった時、南部のリディーマー（Redeemer、身請け人）たちは、黒人が力を保持するのを防ぐために動いた。1890年以降、ディープサウスは、ほとんどすべてのアフリカ系アメリカ人の公民権を奪った（境界州では投票は続けられた）。それを導いた白人の扇動者は、サウスカロライナ州の上院議員、ベンジャミン・ティルマンだった。彼は投票箱を水増しするなどして、1900年に誇らしく「黒人が投票するのを防ぐために全力を尽くした」と宣言した。
投票権もなく政府への声も出せず、黒人はジム・クロウ法として知られる、すべての公共施設での普遍的な隔離と区別のシステムの支配下に置かれた。黒人には分けられた学校（そこでは生徒、教師、管理者のすべてが黒人だった）を与えられた。ほとんどのホテルとレストランでは、白人だけにサービスをした。映画館には別々の席があり、鉄道には別々の車両があり、バスは前と後ろに分けられた。また、近隣は隔離された。黒人と白人は同じ店で買い物をした。黒人は陪審員としては呼ばれず、民主党の予備選挙で投票できなかった。
この時の自伝的な生活の説明として、作家のリチャード・ライトは、作品『ブラックボーイ』(Black Boy) の中で、白人を「だんな様」(sir) と呼ばなかったことでボトルで殴られて走っているトラックから強打されたと書いた。全国有色人向上協会 (NAACP) は、1889年と1922年の間、およそ3500人に対する史上最悪のリンチの件数に達し、その3分の2の黒人は殺害されたと見込んでいる。
- 公民権

南部では20世紀のアフリカ系アメリカ人の生活の2大事件があった。アフリカ系アメリカ人の大移動と公民権運動である。
大移動は第一次世界大戦中に始まり、第二次世界大戦中に頂点を迎えた。この移住の間、南部には人種差別と機会の欠乏が残っていて、黒人はシカゴのような北部の都市に移住した。そこで彼らは、工場や他の経済的部門での仕事を見つけた。しかしながら, シカゴは北部で最も人種隔離の激しい都市に急激に変わった。この移住は、黒人コミュニティの新しい自立したセンスとを作り上げ、ハーレム・ルネサンスに見られるような活気のある黒人の都市文化に貢献した。
移住はまた、増加する公民権運動に力を与えた。運動は合衆国全域で存在したが、その焦点は常に南部のジム・クロウ法にあった。運動の主な出来事の多くは南部で起こったものであり、モンゴメリー・バス・ボイコット、ミシシッピ・フリーダム・サマー、アラバマ州セルマへの行進、そしてキング牧師暗殺などがある。加えて、公民権運動における最重要の文書のいくつかは南部で書かれたもので、キング牧師のバーミングハム刑務所からの手紙などがある。
公民権運動の結果、南部全域のジム・クロウ法はなくなった。今日、多くの人々は、南部での人種間の関係は未だに係争されている事案と考えるが、他方では、今日南部地域は、人種間の敵対をうまく終わらせるべく国を導いていると考える人も多い。第二の移住は現在進行中のようで、記録的な数の北部のアフリカ系アメリカ人が、南部へと移動している。

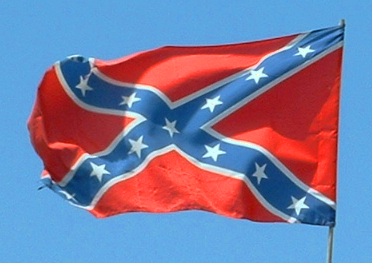
翻るレベル・フラッグ（南部海軍旗）。南部人の誇りと抵抗の象徴とも、また南部の人種差別と白人至上主義の象徴ともみなされている

アメリカ連合国のレベル・フラッグは、公民権運動に反対する南部の多くの人が象徴として使用したため、合衆国の至る所で非常に物議をかもすイメージになってきている。レベルフラッグと他のオールドサウスの名残りは、自動車のバンパーのステッカーやTシャツ、家庭からなびく旗で見られる程度とはいえ、活動とボイコットの結果として、特に公共の建物では制限を強いられるようになった。リーグ・オブ・ザ・サウスのような新=連合のグループは、合衆国からの脱退を働きかけ続けていて、この南部の遺産を保護して守る希望を引用する。この話の一方では、南部貧困法律センターのような集団もいて、リーグ・オブ・ザ・サウスは差別主義的な集団であると信じている。また『風とともに去りぬ』も「奴隷制を基礎とした悪しき時代への郷愁」を物語る作品として否定的な見解と取られることもある。1996年には作者マーガレット・ミッチェルが執筆の場所とした「ダンプ」と呼ばれるアパートが放火で焼かれる事件が発生した。南北戦争以前の南部の象徴、例えばボニー・ブルー・フラッグ、パルメットの木などについては、あまり論争は起こらない。

## 経済
最近の2世代で、南部は劇的に変化した。地域経済の主力が農業だった頃から2世紀が過ぎて、南部は最近の数十年で、サービス産業、製造基地、ハイテク産業、金融部門でのブームが見られサンベルトと呼ばれている。ヒューストンやニューオーリンズなどメキシコ湾岸では石油化学工業が発達し、原油の積出港であるヒューストン港や南ルイジアナ港は全米有数の貿易港に数えられるようになった。NASAを抱えるヒューストンでは宇宙航空関連産業も発達した。フロリダ州やメキシコ湾岸では冬季の温暖さを活かした観光業が発達した。多くの新しい自動車生産工場は、タスカルーサのメルセデス・ベンツ、サウスカロライナ州スパータンバーグのBMWがある。全米で最大の2つのリサーチパーク（研究開発用の工業施設の団地）には、ノースカロライナ州のリサーチ・トライアングル・パーク（世界最大規模）と、アラバマ州ハンツビルには世界で4番目に大きいカミングスリサーチパークがある。大銀行のバンク・オブ・アメリカとワコビアの本社がノースカロライナ州シャーロットにあり、リージョンズ・ファイナンシャル、アムサウス、コンパスといった大企業もアラバマ州バーミングハムにある。コンピューター関連企業やコミュニケーション企業（アトランタをベースとするCNNなど）は、「新しい南部」の経済をあおるのを助けている。この経済の拡大で、南部州のいくつかは、全米で最も低い失業率を誇ることになった。政治においては公民権法成立以後の大統領選挙で共和党や保守系候補に支持が流れる傾向が見られたが、2008年の大統領選では民主党の黒人候補で、北部のイリノイ州選出の上院議員・バラク・オバマがバージニア州、ノースカロライナ州、及びフロリダ州で勝利を収めた。新住民の流入が保守的とされた南部でも政治志向の変化に影響を与えていると言われ、南部はより多様性を見せている。
南部の古くからの生産物として、綿花とタバコをあげることができる。綿花は黒人の奴隷労働によって生産されていた時期が長かった。また、南部のタバコ生産では多くの農家が、自分達で使うか隣人と交換する分だけを育てていたが、ノースカロライナ、バージニア、ケンタッキーとメリーランドでは主要な換金作物だった。19世紀後半、南部で大きなタバコ会社が立ち上がり、委託販売が重要になってきた。タバコ会社は、ノースカロライナ州ダーラム、ケンタッキー州ルイビル、バージニア州リッチモンドといった都市の最大の雇用主のひとつになった。1938年、R.J.レイノルズ・タバコ・カンパニーは、84銘柄の噛みタバコ、12銘柄の紙巻きタバコ、そして最も良く売れたキャメル銘柄の紙巻きタバコを売り出した。市場は1910年頃をピークにして、人々の好みは紙巻きタバコにシフトしていたが、それでもレイノルズは大量の噛みタバコを売り上げた。
20世紀後半、青年期のアメリカ人男性による無煙タバコの使用は、噛みタバコで450%増加し、嗅ぎタバコでは1500%増加した。1978年から1984年まで、合衆国での無煙タバコの売り上げは毎年15%の成長率を記録し、使用頻度は南部と西部の田舎で高い。1992年の疾病管理センターセンターの調べによると、アメリカ南西部の男子の高等学校4年生の30%は、紙巻きタバコよりも噛みタバコか嗅ぎタバコを常用しているという。

## アメリカ合衆国南部の10大都市
| ランク | 都市名         | 州                 | 人口(2010年国勢調査) |
| ------ | -------------- | ------------------ | -------------------- |
| 1      | ヒューストン   | テキサス州         | 2,099,451            |
| 2      | サンアントニオ | テキサス州         | 1,327,407            |
| 3      | ダラス         | テキサス州         | 1,197,816            |
| 4      | ジャクソンビル | フロリダ州         | 821,784              |
| 5      | オースティン   | テキサス州         | 790,390              |
| 6      | フォートワース | テキサス州         | 741,206              |
| 7      | シャーロット   | ノースカロライナ州 | 731,424              |
| 8      | エルパソ       | テキサス州         | 649,121              |
| 9      | メンフィス     | テネシー州         | 646,889              |
| 10     | ナッシュビル   | テネシー州         | 601,222              |